# 中国光大グループ
中国光大集団（ちゅうごくこうだいしゅうだん、中国語: 中国光大集团、英語: China Everbright Group）は中国の国務院系の企業グループで、、本社は北京市西城区にある。 
中国光大集団は1983年に創業、翌年現名に改名、上海証券取引所、香港証券取引所へも上場されている。  配下に中国光大銀行、光大証券、中国光大国際（エネルギー、環境保全、建設など）などがある。

## 参照項目
- 中国光大銀行

## 参考
1. ↑   China Everbright Group (Bloomberg)
2. ↑   中国光大集团简介
3. ↑   中国光大集団に関して (中国語)